# 雅普拉
雅普拉是巴西巴拉那州的一个市镇。总面积165.184平方公里，总人口8585人，人口密度52人/平方公里。